# Da vidna
Da vidna (in bielorusso Да вiдна?) è un singolo del duo musicale bielorusso Val, pubblicato il 27 gennaio 2020. Il brano è scritto dai due componenti del duo, Vladislav Paškevič e Valerija Gribusova, insieme a Nikita Najdenov.
Il 28 febbraio 2020 il duo ha partecipato alla selezione eurovisiva bielorussa cantando Da vidna. Sono arrivati secondi su dodici partecipanti sia nel voto della giuria che nel televoto, ma la somma dei due punteggi ha garantito loro la vittoria, rendendoli di diritto i rappresentanti nazionali all'Eurovision Song Contest 2020 a Rotterdam, nei Paesi Bassi.

## Tracce
1. Da vidna – 2:55